# Missouri Pacific Railroad
De Missouri Pacific Railroad (reporting mark MP), ook wel bekend als de MoPac, was een van de eerste spoorwegmaatschappijen van de Verenigde Staten ten westen van de rivier de Mississippi. Het was een Class I railroad.

## Geschiedenis
Op 4 juli 1851 werd de Pacific Railroad in St. Louis, Missouri opgericht. Het eerste gedeelte van de spoorlijn was gereed in 1852. In 1865 werd na een financiële crisis de Pacific Railroad gereorganiseerd en kreeg van de nieuwe investeerders de naam Missouri Pacific Railway.
1879 – 1915, in deze periode werd de Missouri Pacific bestuurd door de New Yorkse financier Jay Gould. Hij breidde de maatschappij uit richting Colorado, Nebraska, Arkansas, Texas, en Louisiana. In 1917 fuseerde de Missouri Pacific Railway met de St Louis, Iron Mountain and Southern Railway (SLIMS), de naam van de nieuwe firma werd de Missouri Pacific Railroad. Missouri Pacific kreeg later de controle over, of nam lijnen over in Texas zoals de Gulf Coast Lines, International-Great Northern Railroad, en de Texas and Pacific Railway.

## Expansie door fusies
De Missouri Pacific is groot geworden door diverse overnames en fusies zoals de St. Louis, Iron Mountain and Southern Railway (SLIMS), Texas and Pacific Railway (TP), Chicago and Eastern Illinois Railroad (C&EI), St. Louis, Brownsville and Mexico Railway (SLBM), Kansas, Oklahoma and Gulf Railway (KO&G), Midland Valley Railroad (MV), Gulf Coast Lines (GC), International-Great Northern Railroad (IGN), New Orleans, Texas and Mexico Railway (NOTM), Missouri-Illinois Railroad (MI) en de kleine Central Branch Railway maar ook door samenwerking met andere firma's zoals de Alton and Southern Railroad (AS).
In de jaren 80 had de maatschappij zo’n 11.469 mijl aan spoorlijnen in 11 staten. De MoPac bezat meer dan 1500 diesellocomotieven, de meeste waren niet ouder dan 10 jaar. De MoPac vervoerde veel graan, kolen, erts, auto’s en andere droge goederen. Ten tijde van de fusie met de Union Pacific had de MoPac meer en nieuwere locomotieven en tevens meer spoorlijnen dan de Union Pacific Railroad.

## Fusie
Op 22 december 1982 fuseerde de MoPac met de Western Pacific Railroad en de Union Pacific om samen de grootste spoorwegmaatschappij in die tijd te vormen, de "Union Pacific System". Tot 1 januari 1997 behield de MoPac hun eigen directie en identiteit.